# Westinghouse Electric Company
Westinghouse Electric Company är ett amerikanskt företag grundat 1999 med rötter i Westinghouse Electric Corporation som grundades år 1886 av ingenjören och entreprenören George Westinghouse. Westinghouse Electric Company är idag ett företag inom kärnkraftsindustrin med huvudkontor i Cranberry utanför Pittsburgh i USA.
År 1957 utvecklade och levererade Westinghouse Electric Corporation världens första tryckvattenreaktor (PWR) till Shippingport, Pennsylvania i USA. Den PWR-teknologi som Westinghouse utvecklade finns idag i ungefär hälften av världens alla reaktorer, inklusive tre i Sverige (Ringhals 2, 3 och 4). De övriga reaktorerna som är byggda i Sverige (Oskarshamn 1,2,3, Barsebäck 1,2, Ringhals 1, Forsmark 1,2,3) samt Olkiluouto 1 och 2 i Finland utvecklades och byggdes av ASEA Atom (senare ABB Atom) som sedan år 2000 är en del av Westinghouse. Det svenska dotterbolaget heter idag Westinghouse Electric Sweden och har sitt huvudkontor i Västerås och har cirka 700 anställda. Sedan 1 augusti 2018 ägs Westinghouse Electric Company av det kanadensiska bolaget Brookfield Business Partners L.P.